# Tony Ferguson
Anthony Armand "Tony" Ferguson Padilla (Oxnard, 12 februari 1984) is een Amerikaans MMA-vechter.

## Carrière
Ferguson is van Mexicaanse afkomst en groeide op in Muskegon. Hij was ingeschreven bij de Muskegon Catholic Central High School als atleet in American football, honkbal en worstelen. In het worstelen won hij in 2002 de All-State-kampioenschappen. In 2006 won hij bij de universiteit het nationale worsteltoernooi in de categorie van 165 pond. Later keerde hij terug naar Californië om zijn gezin te helpen en werkte hij in kleine winkels. Kort daarna begon hij, op advies van een vriend, te trainen in mixed martial arts.

### The Ultimate Fighter
In 2007 begon Ferguson zijn professionele MMA-carrière bij kleine organisaties in Californië. Hij heeft zich meerdere keren aangemeld om deel te nemen aan de realityserie van de UFC, The Ultimate Fighter. In 2010 werd hij geaccepteerd om deel te nemen nadat hij een professioneel record van 10-2 had behaald en het weltergewichtkampioenschap in de organisatie PureCombat had gewonnen. Hij nam deel als weltergewicht aan The Ultimate Fighter: Team Lesnar vs. Team dos Santos. Ferguson werd als derde gekozen voor Team Lesnar. In zijn eerste gevecht sloeg hij Justin Edwards knock-out in de eerste ronde. Vervolgens won hij ook van Ryan McGillivray en Chuck O'Neil, waarna hij door ging naar de finale.

### Ultimate Fighting Championship
In juni 2011 maakte Ferguson officieel zijn UFC-debuut tijdens The Ultimate Fighter 13 Finale tegen Ramsey Nijem om de winnaar van The Ultimate Fighter 13 te bepalen. Ferguson sloeg Nijem knock-out in de eerste ronde en won een UFC-contract. Hij ontving ook de Knockout of the Night-bonus.
Na zijn succesvolle debuut bij de UFC versloeg Ferguson ook Aaron Riley (TKO) en Yves Edwards (jurybeslissing), waarna Michael Johnson hem in mei 2012 een nederlaag toebracht (jurybeslissing). Hij had meer dan een jaar nodig om hier fysiek volledig van te herstellen. Ferguson begon in oktober 2013 aan een ongeslagen reeks van twaalf overwinningen in iets meer dan 5,5 jaar. De UFC gunde hem naar aanleiding daarvan een titelgevecht tegen de toenmalig kampioen in het lichtgewicht (tot 70 kilo), Chabib Noermagomedov. Hun partij zou plaatsvinden op 18 april 2020. Toen die datum naderde, mocht Noermagomedov alleen Rusland niet uit vanwege de uitbraak van de coronapandemie. Ferguson vocht daarom op 9 mei 2020 in plaats daarvan om een interim-titel tegen Justin Gaethje. Die sloeg hem ruim een minuut voor het einde van hun partij knock-out. Ferguson verloor vervolgens ook van achtereenvolgens Charles Oliveira, Beneil Dariush, Michael Chandler, Nate Diaz en Bobby Green.